# 岩沼郵便局
岩沼郵便局（いわぬまゆうびんきょく）は宮城県岩沼市桜にある郵便局。民営化前の分類では集配普通郵便局であった。

## 概要
住所：〒989-2499 宮城県岩沼市桜3-5-3

### 出張所（局外設置ATM）
民営化後、すべてゆうちょ銀行仙台支店が管理を行っている。
- 岩沼市役所内出張所
- セラビ岩沼内出張所（ホリデーサービス実施）

## 沿革
- 1872年8月4日（明治5年7月1日） - 岩沼郵便取扱所として開設[1]。
- 1873年（明治6年） - 岩沼郵便役所となる。
- 1875年（明治8年） - 岩沼郵便局（四等）となる。
- 1882年（明治15年）3月1日 - 為替・貯金取扱を開始。
- 1897年（明治30年）1月1日 - 岩沼郵便電信局となる。
- 1903年（明治36年）4月1日 - 通信官署官制の施行に伴い岩沼郵便局となる。
- 1950年（昭和25年）3月1日 - 特定郵便局から普通郵便局に局種別改定[2]するとともに、電気通信業務の取扱を、新設の岩沼電報電話局に移管[3]。
- 1962年（昭和37年）11月1日 - 電話通話および和文電報受付業務を開始。
- 1969年（昭和44年）3月 - 局舎新築落成。
- 1999年（平成11年） - 外国通貨の両替および旅行小切手の売買に関する業務取扱を開始。
- 2007年（平成19年）10月1日 - 民営化に伴い、併設された郵便事業岩沼支店に一部業務を移管。
- 2012年（平成24年）10月1日 - 日本郵便株式会社の発足に伴い、郵便事業岩沼支店を岩沼郵便局に統合。

## 取扱内容
- 郵便、印紙、ゆうパック、内容証明
- 貯金、為替、振替、振込、国際送金、国債、投資信託
- 生命保険、バイク自賠責保険、自動車保険
- ゆうちょ銀行ATM
- 岩沼市内全域および名取市内の一部（下増田字南原の仙台空港周辺）地域（〒989-24xx地域）の集配業務
- ゆうゆう窓口

## 周辺
- 岩沼警察署
- 岩沼市消防本部・岩沼市消防署
- 岩沼市立岩沼小学校
- 国道4号

## アクセス
- JR東北本線・常磐線 岩沼駅から徒歩約10分
- 岩沼市民バス 中央二丁目停留所下車
- 仙台東部道路 岩沼ICから西へ約2km
- 駐車場あり：15台